# ۸۰۸ استیت
۸۰۸ استیت (به انگلیسی: ۸۰۸ State) یک گروه موسیقی الکترونیک بریتانیایی است، که در سال ۱۹۸۷ در منچستر تشکیل شد. این گروه نام خود را از نام ماشین درام رولند تی‌آر-۸۰۸ اقتباس کرده‌است.